# Chloeia amphora
Chloeia amphora är en ringmaskart som beskrevs av Horst 1910. Chloeia amphora ingår i släktet Chloeia och familjen Amphinomidae. Inga underarter finns listade i Catalogue of Life.